# Rue Thiboumery
La rue Thiboumery est une voie du 15e arrondissement de Paris, en France.

## Situation et accès
La rue Thiboumery est une voie publique située dans le 15e arrondissement de Paris. Elle débute au 56, rue d'Alleray et se termine au 9, rue de Vouillé.

## Origine du nom

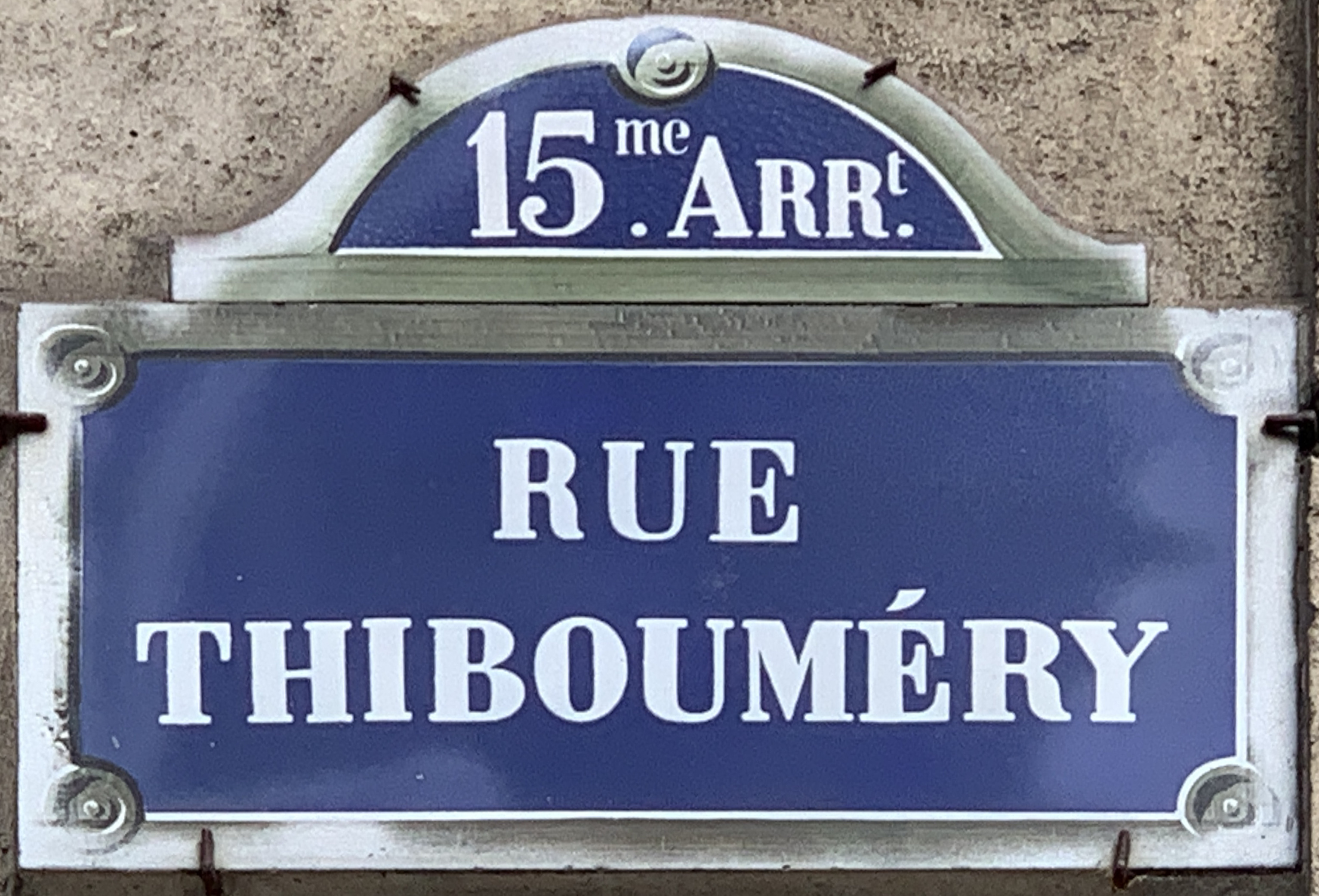
Plaque de la rue.

Elle porte le nom de Jean-Blaise-Auguste Thiboumery, ancien maire de la commune de Vaugirard, né à Toulouse en 1799 et décédé à Paris en 1879.

## Historique
Cette rue est rattachée à la voirie de Paris en 1863.